# 쩌머이현 (안장성)
쩌머이현(베트남어: Huyện Chợ Mới / 縣𢄂買)은 베트남 메콩강 삼각주 안장성에 위치해 있는 현이다.

## 행정 구역
쩌머이현은 2개의 시진과 16개의 사를 관할하고 있다.

### 시진
- 쯔머이 시진 (Thị trấn Chợ Mới)
- 미르엉 시진 (Thị trấn Mỹ Luông, 美㳥市鎭)
- 호이안 시진 (Thị trấn Hội An)

### 사
- 안타인쭝 사 (Xã An Thạnh Trung, 安盛中社)
- 빈프억쑤언 사 (Xã Bình Phước Xuân, 平福春社)
- 호아안 사 (Xã Hòa An, 和安社)
- 호아빈 사 (Xã Hòa Bình, 和平社)
- 끼엔안 사 (Xã Kiến An, 建安社)
- 끼엔타인 사 (Xã Kiến Thành, 建城社)
- 롱디엔 A 사 (Xã Long Điền A, 隆田A社)
- 롱디엔 B 사 (Xã Long Điền B, 隆田B社)
- 롱장 사 (Xã Long Giang, 隆江社)
- 롱끼엔 사 (Xã Long Kiến, 隆建社)
- 미안 사 (Xã Mỹ An, 美安社)
- 미히엡 사 (Xã Mỹ Hiệp, 美協社)
- 호이동 사 (Xã Mỹ Hội Đông, 美會東社)
- 년미 사 (Xã Nhơn Mỹ, 仁美社)
- 딴미 사 (Xã Tấn Mỹ, 晋美社)